# Черняхівська Вероніка Олександрівна
Вероні́ка Олекса́ндрівна Черняхі́вська (25 квітня 1900, Київ, Російська імперія — 22 вересня 1938, Київ, УРСР, СРСР) — українська поетеса, перекладачка. Жертва сталінських репресій, діячка Розстріляного відродження.

## Життєпис

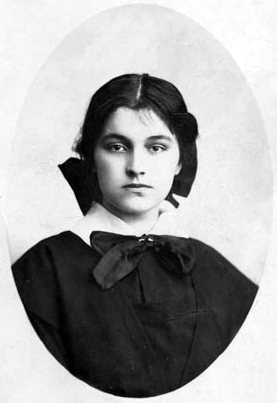
Вероніка Черняхівська, 1916 р.

Народилася 25 квітня 1900 року в Києві у родині Олександра Черняхівського та письменниці Людмили Старицької-Черняхівської. Онука Михайла Старицького, якого застала в живих і спілкувалася з ним до чотирьох років. Бачила Миколу Лисенка, Лесю Українку, Михайла Грушевського, Бориса Грінченка, Володимира Самійленка, Михайла Коцюбинського, Івана Франка.

Вероніка Черняхівська, 1920-ті рр.

Вероніка Черняхівська з батьками. Київ, 1925 р.

25 квітня 1917 року, в день свого 17-річчя, познайомилася з офіцером Костем (Кокою) Велігорським. У грудні він поїхав на фронт. З фронту отримала листа з освідченням у взаємному коханні, але далі вістей не було. 25 серпня 1918 року отримала від батька Велігорського звістку, що Кость загинув 17 січня.
1 червня 1918 року закінчила із золотою медаллю Другу українську гімназію імені Кирило-Мефодіївського братства.
Здобула фах інженера-економіста в Київському інституті народного господарства. Навчалася на курсах іноземних мов.
Від Наркомату охорони здоров'я, де працювала референткою-перекладачкою, їздила з батьком у відрядження до Німеччини.

### Репресії та загибель

З матір'ю та Оленою Пчілкою. 1927 р.

Восени 1929 року Вероніку Черняхівську заарештували та звинуватили в причетності до «справи СВУ». Через кілька місяців її випустили, натомість посадили батька та матір.
Удруге Черняхівську заарештували 8 січня 1938 року. Її звинуватили в шпигунстві на користь Німеччини. У Лук'янівській в'язниці збожеволіла (Києвом ширились чутки, що Черняхівську зґвалтували слідчі). 22 вересня 1938 року засуджена до розстрілу. Вирок виконано того ж дня.
Батькам Черняхівської сказали, що її заслано до Сибіру. 71-річна Людмила Михайлівна Старицька-Черняхівська шукала доньку по сибірських режимних таборах, повернулася до Києва ні з чим, застала вдома смертельно хворого чоловіка.

## Творчість

Вероніка Черняхівська, 1920-ті роки

Вероніка Черняхівська писала ліричну поезію («Стелиться мла і туман. Містичне співає когут…» Або: «Постать мила, тінь, що я любила...»).
Вірші друкувалися в альманах «Гроно» та «Вихрь революции».

### Переклади
Знала давньогрецьку, латинську, російську, французьку, німецьку, англійську мови.
Окрім медичних праць, переклала українською й опублікувала:
- роман Джека Лондона «Місячна долина» (1927, перевидано 1971 року),
- «Прорість» («Жерміналь») Еміля Золя,
- «Олівер Твіст» Чарльза Діккенса (1929, перевидано 1963 і 1993 року).

Після арешту батьків переклади друкувала анонімно.